# Kvalspelet till Elitserien i handboll för herrar 2012/2013
Kvalspelet till Elitserien i handboll för herrar 2012/2013 bestod av en serie med sex lag, tre från Allsvenskan och tre från Elitserien. De tre främsta i kvalserien fick spela Elitserien i handboll för herrar 2012/2013.

## Tabell
Lag 1–3: Till Elitserien i handboll för herrar 2012/2013
Lag 4–6: Till Allsvenskan i handboll för herrar 2012/2013
| Pos | Klubb             | SM | V | O | F | GM  | IM  | MSK | Pts |
| --- | ----------------- | -- | - | - | - | --- | --- | --- | --- |
| 1   | HK Aranäs         | 10 | 8 | 0 | 2 | 308 | 263 | +45 | 16  |
| 2   | VästeråsIrsta HF  | 10 | 6 | 0 | 4 | 269 | 270 | -1  | 12  |
| 3   | Hammarby IF       | 10 | 5 | 1 | 4 | 272 | 264 | +8  | 11  |
| 4   | H 43 Lund         | 10 | 4 | 0 | 6 | 286 | 292 | -6  | 8   |
| 5   | OV Helsingborg HK | 10 | 4 | 0 | 6 | 260 | 284 | -24 | 8   |
| 6   | LIF Lindesberg    | 10 | 2 | 1 | 7 | 269 | 291 | -22 | 5   |